# Stanisław Budzyński

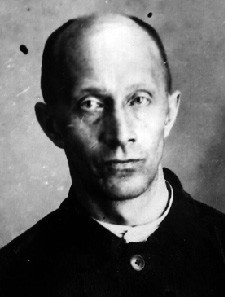
Stanisław Budzyński po aresztowaniu przez NKWD 1937

Stanisław Budzyński ps. „Tradycja”, „Henryk”, „Marian”, „Ziemniak” (ur. 9 września 1894 w Warszawie, zm. 21 sierpnia 1937 w Moskwie) – działacz komunistyczny, publicysta.

## Życiorys
Syn szewca Jana, brat Heleny Budzyńskiej. Skończył dwuklasową szkołę, następnie uczęszczał na kursy wieczorowe, później na wyższe kursy handlowe. Od 1908 działał w młodzieżowym ruchu robotniczym, organizując koła samokształceniowe. Od 1911 członek Socjaldemokratycznego Związku Zawodowego Robotników Przemysłu Skórzanego. W 1912 wstąpił do SDKPiL, od 1913 członek Komitetu Warszawskiego SDKPiL, z ramienia którego obsługiwał dzielnice: Wola, Praga i Mokotów. Jednocześnie działał w stowarzyszeniach „Przyszłość” i „Kultura”. Od 11 lipca 1915 do grudnia 1916 więziony. Uważany był za najlepszego mówcę w SDKPiL. Wyjechał do Moskwy, gdzie podczas rewolucji lutowej 1917 nawiązał łączność z Komitetem Moskiewskim Socjaldemokratycznej Partii Robotniczej Rosji (bolszewików) (SDPRR(b)). Współorganizator i członek zarządu moskiewskiej grupy SDKPiL. Delegat na VII Konferencję SDPRR(b) w kwietniu 1917, członek Komisji do Spraw Narodowościowych. Wstąpił do wojska w celu prowadzenia agitacji komunistycznej i został wybrany do komitetu pułkowego, a następnie do Komitetu Moskiewskiego Rady Delegatów Żołnierskich.
Podczas przewrotu bolszewickiego w Moskwie w listopadzie 1917 został wybrany zastępcą członka Komitetu Wojskowo-Rewolucyjnego i mianowany dowódcą 55 pułku piechoty. Uczestniczył w pracach sztabu kierującego bolszewicką rebelią. Po listopadzie 1917 był m.in. przewodniczącym sekcji wojskowej Moskiewskiej Rady Delegatów Robotniczych i Żołnierskich (RDRiŻ), członkiem moskiewskiego Komitetu Okręgowego (KO) SDPRR(b) oraz komisarzem ludowym do spraw opieki społecznej Moskwy i okręgu moskiewskiego (od grudnia 1917 do marca 1918). Jako jeden z nielicznych polskich komunistów w bolszewickiej Rosji popiera leninowską koncepcję separatystycznego pokoju z państwami centralnymi, który to pokój ma dać czas na wzmocnienie się struktur państwa radzieckiego. Jego stanowisko było jednak w tej sprawie chwiejne, gdyż w maju 1918 roku pod wpływem narastania nastrojów rewolucyjnych na Zachodzie stwierdza : "Dziś rosyjska rewolucja ma nie tylko prawo, ale i obowiazek zaryzykować - zwyciężyć lub umrzeć!". 30 września 1918 roku mianowany komisarzem sztabu Zachodniej Dywizji Strzelców.
Jako przedstawiciel SDKPiL bierze udział w naradzie Biura Centralnego Partii Komunistycznych Krajów Okupowanych (Polski, Litwy, Łotwy, Estonii, Ukrainy i żydowskich sekcji narodowych), będącego poprzedniczką Kominternu. Wypowiada się przeciwko centralizacji w ramach biura, za samodzielnościa poszczególnych sekcji. Pod koniec 1918 przyjechał do Polski i został członkiem Zarządu Głównego (ZG) SDKPiL. Działał w Warszawie, Łodzi, Zagłębiu Dąbrowskim, organizował Rady Delegatów Robotniczych, oddziały Czerwonej Gwardii i Milicji Robotniczej. Współorganizator i uczestnik Zjazdu Zjednoczeniowego SDKPiL i PPS-Lewicy w grudniu 1918 (a zarazem I Zjazdu KPRP/KPP) w Warszawie. Pracownik Wydziału Wojskowego KC KPRP. Pod koniec listopada 1919 aresztowany, w kwietniu 1920 wymieniony na więzionych w bolszewickiej Rosji Polaków.
Od maja do listopada 1920 zastępca członka, następnie członek Biura Polskiego KC Rosyjskiej Partii Komunistycznej (bolszewików) (RKP(b)). Od 1925 redaktor naczelny tygodnika „Świt”, pisma młodzieżowego „Bądź Gotów” i miesięcznika „Ku Nowej Szkole”. Wykładał ekonomię polityczną na Komunistycznym Uniwersytecie Mniejszości Narodowych Zachodu (KUMNZ) i na kursach organizowanych przez Sekcję Polską Kominternu. Uczestnik IV Konferencji KPP w listopadzie-grudniu 1925 w Moskwie. Począwszy od III Zjazdu KPP w styczniu-lutym 1925 pod Moskwą brał udział we wszystkich zjazdach KPP. Uczestnik I Zjazdu KPZB latem 1928 pod Orszą, na którym został zastępcą członka, a wkrótce członkiem KC KPZB. 1930–1932 członek kierownictwa Komunistycznej Partii (bolszewików) Białorusi (KP(b)B). 1932–1934 redaktor naczelny „Kultury Mas”. Autor wielu broszur i artykułów, głównie dotyczących zagadnień agrarnych i narodowościowych, m.in. „Współczesnej niepodległej Polski” (1920) i „Czego chcą komuniści” (1920). 1934–1937 kierownik katedry marksizmu-leninizmu w Międzynarodowej Szkole Leninowskiej i zastępca kierownika katedry w Wyższej Szkole Propagandy Partyjnej przy KC WKP(b).
W okresie „wielkiej czystki”, 10 czerwca 1937 został aresztowany przez NKWD. 21 sierpnia 1937 Kolegium Wojskowe Sądu Najwyższego ZSRR skazało go na śmierć z oskarżenia o szpiegostwo, stracony tego samego dnia. Skremowany na Cmentarzu Dońskim, pochowany anonimowo.
Zrehabilitowany postanowieniem Kolegium Wojskowego SN ZSRR 29 kwietnia 1955.
Jego żoną była Celina Budzyńska.